# Сторожевский сельсовет (Курская область)

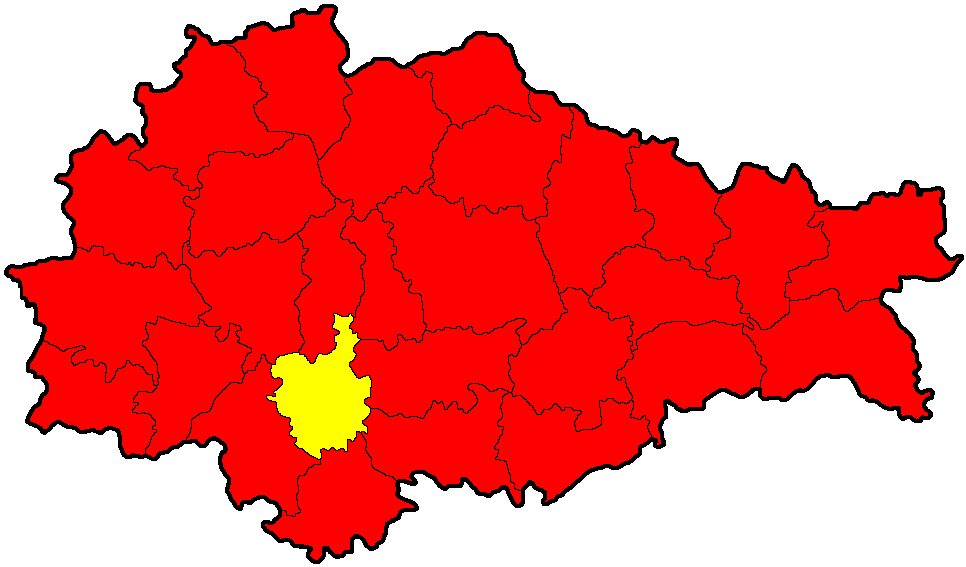
Большесолдатский район Курской области РФ

Сторожевский сельсовет — сельское поселение в Большесолдатском районе Курской области Российской Федерации.
Административный центр — село Сторожевое.

## История
Статус и границы сельского поселения установлены Законом Курской области от 21 октября 2004 года № 48-ЗКО «О муниципальных образованиях Курской области».

## Население
| 2002 | 2010  | 2012  | 2013 | 2014 | 2015 | 2016 |
| ---- | ----- | ----- | ---- | ---- | ---- | ---- |
| 1166 | ↘1036 | ↘1001 | ↘970 | ↘943 | ↘908 | ↘873 |
| 2017 | 2018  | 2019  | 2020 | 2021 |      |      |
| ↘865 | ↘847  | →847  | ↘826 | ↘785 |      |      |

## Состав сельского поселения
| № | Населённый пункт | Тип населённого пункта       | Население |
| - | ---------------- | ---------------------------- | --------- |
| 1 | Дубрава          | деревня                      | ↘91       |
| 2 | Заломное         | село                         | ↘31       |
| 3 | Малый Каменец    | деревня                      | ↘445      |
| 4 | Сторожевое       | село, административный центр | ↘333      |
| 5 | Шелеповка        | деревня                      | ↘136      |